# You (album Arethy Franklin)
You – album muzyczny Arethy Franklin z 1975 roku wydany przez Atlantic Records.

## Lista utworów
| 1.  | Mr D.J. (5 for the D.J.)                | 4:25  |
|     |                                         |       |
| 2.  | It Only Happens (When I Look at You)    | 4:23  |
|     |                                         |       |
| 3.  | I'm Not Strong Enough to Love You Again | 4:16  |
|     |                                         |       |
| 4.  | Walk Softly                             | 4:48  |
|     |                                         |       |
| 5.  | You Make My Life                        | 4:15  |
|     |                                         |       |
| 6.  | Without You                             | 5:13  |
|     |                                         |       |
| 7.  | The Sha-La Bandit                       | 4:00  |
|     |                                         |       |
| 8.  | You                                     | 4:40  |
|     |                                         |       |
| 9.  | You Got All the Aces                    | 3:52  |
|     |                                         |       |
| 10. | As Long as You Are There                | 3:44  |
|     |                                         |       |
|     |                                         | 43:36 |
|     |                                         |       |

## Zespół
- Aretha Franklin - wokal
- Margaret Branch - chórki
- Bud Brisbois - trąbka (utwór nr 2)
- Brenda Bryant - chórki
- Gary Coleman - perkusja
- Scott Edwards - gitara basowa
- Jay Graden - gitara
- Ed Green - perkusja
- Bobbye Hall - kongi
- Jim Horn - flet (utwór nr 2)
- Cissy Houston - chórki
- Clarence McDonald - keyboard
- Tony Newton - gitara basowa
- Ray Parker - gitara
- Lee Ritenour - gitara
- Sylvester Rivers - keyboard
- Tom Scott - saksofon (utwór nr 6)
- Pam Vincent - chórki
- David T. Walker - gitara
- Ernie Watts - saksofon (utwór nr 7)